# Marc'Aurelio
Marc'Aurelio fu una pubblicazione periodica satirica italiana fondata a Roma nel 1931 da Oberdan Cotone e Vito De Bellis che raccolsero i fuoriusciti delle più importanti testate umoristiche che avevano caratterizzato i primi decenni del Novecento. Usciva due volte alla settimana: il mercoledì e il sabato. La rivista era più orientata all'umorismo fine a se stesso che alla satira anti governativa.
Vi collaborarono i noti autori dell'epoca: Gabriele Galantara, Furio Scarpelli, Agenore Incrocci, in arte «Age», «Attalo» (pseudonimo di Gioacchino Colizzi), «Steno» (pseudonimo di Stefano Vanzina), Vittorio Metz, Marcello Marchesi, Giovanni Mosca, Mameli Barbara, Cesare Zavattini, Rino Ferrari, Mario Bava, Walter Faccini, Simeoni, Vargas, Luigi Bompard, Fernando Sparadigliozzi ("Nando"), Anton Germano Rossi, Daniele Fontana, Nino Camus, Mario Camerini, Vincenzo Campanile (Rovi), Alberto Cavaliere, Augusto Camerini, Tullio Gramantieri il futuro cineasta Ettore Scola, e il diciottenne Federico Fellini, che esordì sul bisettimanale come disegnatore satirico, ideatore di numerose rubriche, vignette, e delle celebri «Storielle di Federico» in più sequenze illustrate.

## Storia editoriale

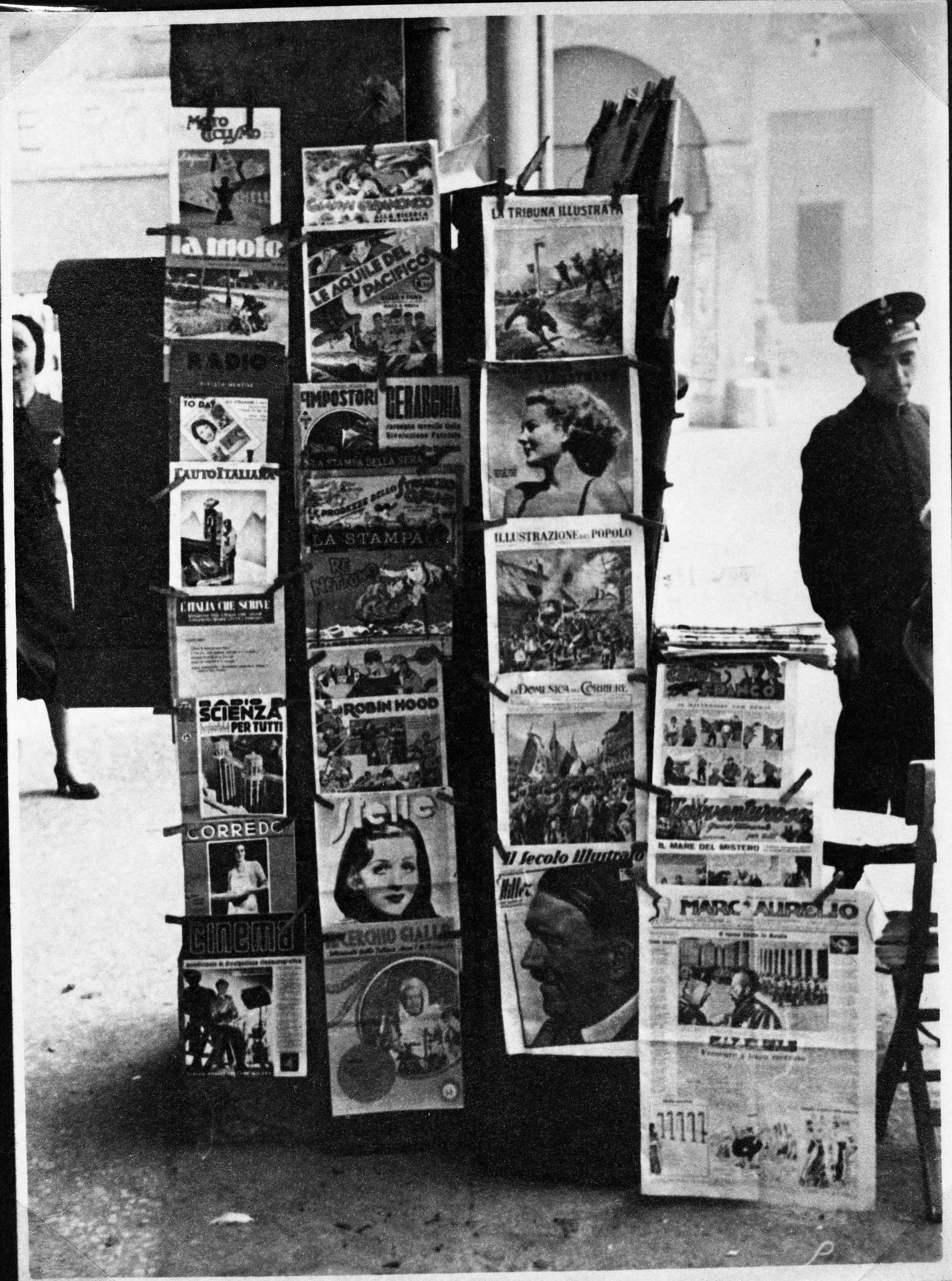
Un'edicola di Bologna fotografata a fine anni '30 da Eva Braun in visita in Italia: si nota in basso a destra in primo piano il Marc'Aurelio.

L'uscita della rivista riscontrò subito uno strepitoso successo. Nelle prime settimane arrivò a 30–35 000 copie, mentre dal 1935 al 1940 superò le 350 000 copie. La rivista divenne un fatto di costume, i cui personaggi, come il Gagà o «Genoveffa la racchia» entrarono nei modi di dire della gente.
(Da un'intervista a Walter Faccini pubblicata su Oggi, 1959 pag. 41.)
Sospese le pubblicazioni nel 1943, riprendendole, con alterne vicende, dopo la Liberazione, e fino al 1955, quando passò in proprietà all'editore Corrado Tedeschi, che trasferì la redazione a Firenze, dove concluse la sua avventura nel 1958. Tedeschi si avvalse di valenti disegnatori, tra i quali Castellano e Pipolo ed Ettore Scola (che poi faranno fortuna nel cinema).
Fu nuovamente ripreso a Roma nel 1973, diretto da Delfina Metz (figlia del celebre sceneggiatore Vittorio), con la supervisione artistica di Enrico De Seta. A quest'ultima stagione (26 numeri settimanali), breve ma intensa, parteciparono, accanto agli «storici» Attalo, De Seta, Claudio Medaglia, alcuni giovani autorevoli autori, come il caricaturista Sergio Ippoliti e il disegnatore Melanton (pseudonimo di Antonio Mele). Fu fatto un ultimo tentativo, per poche settimane, alla fine degli anni 90, sempre con Delfina Metz direttore, editore Giuseppe Mincuzzi e Carlo Palumbo direttore editoriale.

## Impatto culturale
Nel film Che strano chiamarsi Federico, di Ettore Scola, viene ricostruita la redazione del Marc'Aurelio, prima e dopo la seconda guerra mondiale. Numerosi gli autori del giornale rappresentati nel film come Federico Fellini (interpretato da Tommaso Lazotti), Giovanni Mosca (interpretato da Fabio Morici), Stefano Vanzina (interpretato da Andrea Salerno), Furio Scarpelli (interpretato da Giulio Forges Davanzati), Vittorio Metz (interpretato da Andrea Mautone).